# Uiliami Tukuʻaho
Uiliami Tuku‘aho (Nukuʻalofa, 5 novembre 1919 – Nukuʻalofa, 28 aprile 1936) è stato un principe tongano.

## Biografia

### Nascita
Il principe Uiliami nacque il 5 novembre 1919 nel palazzo reale a Nukuʻalofa. Era il secondogenito della regina Salote III e di Viliami Tungī Mailefihi, quindi fratello minore di Siaosi Tāufaʻāhau Tupoulahi e maggiore di Sione Ngū Manumataongo.
Nonostante non fosse scritto nel Royal Estates Act 1927, era de facto erede del titolo di Tungī, all'epoca detenuto dal padre.

### Educazione
A differenza dei fratelli il principe venne educato unicamente a Tonga. Inizialmente fu istruito presso la Wesleyan European School di Nuku’alofa, per poi trasferirsi all'istituto maschile metodista Tupou College, all'epoca situato a Nafualu.

### Malattia e morte
Nel 1935 si ammalò e sua madre, che non si trovava nel paese, rimpatriò il 16 ottobre. A novembre la malattia si aggravò e il principe venne assistito al capezzale dalla regina, che affidò gran parte dei suoi incarichi al marito e ai ministri del Governo. Uiliami fu poi portato dalla sovrana in una casa sulla costa di Lotoleveleva e anche sulla laguna di Kauvai, nel tentativo di farlo guarire con la vicinanza alle coste marine.
Il 12 aprile 1936 il missionario australiano Alfred Harold Wood scrisse che era chiaro che il decesso del principe si stava avvicinando sempre di più. Il 23 aprile seguente la dottoressa Olive O'Reilly Wood diagnosticò a Uiliami l'idropisia e gli somministrò 30 pinte di liquido. Per il gravissimo stato di salute in cui il principe versava, nella capitale tongana furono vietati brani musicali e la cerimonia dell'ANZAC Day del 25 aprile fu limitata a una preghiera, senza il consueto innalzamento della bandiera nazionale.
La regina Salote chiese ai sudditi di pregare per il figlio, che morì nel palazzo reale alle ore 23:30 del 28 aprile 1936, all'età di 16 anni. Fu tumulato il 1⁰ maggio nella cripta della nonna materna, la regina Lavinia, all'interno del Malaʻekula, il cimitero della famiglia reale a Nukuʻalofa. Sua madre, scossa profondamente dal decesso del figlio, scrisse una lamentazione per celebrarlo.

## Titoli e trattamento
- 5 novembre 1919 - 28 aprile 1936: Sua Altezza Reale, il principe Uiliami delle Tonga

## Ascendenza
|                         |                                |                                 | Genitori           |  |  | Nonni |  |  | Bisnonni |  |  | Trisnonni |  |
|                         |                                |                                 |                    |  |  |       |  |  | ...      |  |  | ...       |  |
|                         |                                |                                 |                    |  |  |       |  |  | ...      |  |  | ...       |  |
|                         |                                | ...                             |                    |  |  |       |  |  | ...      |  |  |           |  |
| Siaosi Tukuʻaho         |                                |                                 |                    |  |  |       |  |  | ...      |  |  |           |  |
|                         |                                | ...                             | ...                |  |  |       |  |  |          |  |  |           |  |
|                         |                                | ...                             | ...                |  |  |       |  |  |          |  |  |           |  |
|                         |                                | ...                             | ...                |  |  |       |  |  |          |  |  |           |  |
| Viliami Tungī Mailefihi |                                | ...                             |                    |  |  |       |  |  |          |  |  |           |  |
|                         |                                | ...                             | ...                |  |  |       |  |  |          |  |  |           |  |
|                         |                                | ...                             | ...                |  |  |       |  |  |          |  |  |           |  |
|                         |                                | ...                             | ...                |  |  |       |  |  |          |  |  |           |  |
| Mele Siuʻilikutapu      |                                | ...                             |                    |  |  |       |  |  |          |  |  |           |  |
|                         |                                | ...                             | ...                |  |  |       |  |  |          |  |  |           |  |
|                         |                                | ...                             | ...                |  |  |       |  |  |          |  |  |           |  |
|                         |                                | ...                             | ...                |  |  |       |  |  |          |  |  |           |  |
| Uiliami Tukuʻaho        |                                | ...                             |                    |  |  |       |  |  |          |  |  |           |  |
|                         | Siaosi Fatafehi Toutaitokotaha | Filiaipulotu Tuʻi Pelehake      |                    |  |  |       |  |  |          |  |  |           |  |
|                         | Siaosi Fatafehi Toutaitokotaha | Filiaipulotu Tuʻi Pelehake      |                    |  |  |       |  |  |          |  |  |           |  |
|                         | Siaosi Fatafehi Toutaitokotaha | Sālote Mafileʻo Pilolevu        |                    |  |  |       |  |  |          |  |  |           |  |
| George Tupou II         | Siaosi Fatafehi Toutaitokotaha |                                 |                    |  |  |       |  |  |          |  |  |           |  |
|                         |                                | ʻElisiva Fusipala Taukiʻonetuku | Tēvita ʻUnga Tupou |  |  |       |  |  |          |  |  |           |  |
|                         |                                | ʻElisiva Fusipala Taukiʻonetuku | Tēvita ʻUnga Tupou |  |  |       |  |  |          |  |  |           |  |
|                         |                                | ʻElisiva Fusipala Taukiʻonetuku | Fifita Vavaʻu      |  |  |       |  |  |          |  |  |           |  |
| Salote Tupou III        |                                | ʻElisiva Fusipala Taukiʻonetuku |                    |  |  |       |  |  |          |  |  |           |  |
|                         |                                | ʻAsipeli Kupuavanua Fotu        | ...                |  |  |       |  |  |          |  |  |           |  |
|                         |                                | ʻAsipeli Kupuavanua Fotu        | ...                |  |  |       |  |  |          |  |  |           |  |
|                         |                                | ʻAsipeli Kupuavanua Fotu        | ...                |  |  |       |  |  |          |  |  |           |  |
| Lavinia Veiongo         |                                | ʻAsipeli Kupuavanua Fotu        |                    |  |  |       |  |  |          |  |  |           |  |
|                         |                                | Tōkanga Fuifuilupe              | ...                |  |  |       |  |  |          |  |  |           |  |
|                         |                                | Tōkanga Fuifuilupe              | ...                |  |  |       |  |  |          |  |  |           |  |
|                         |                                | Tōkanga Fuifuilupe              | ...                |  |  |       |  |  |          |  |  |           |  |
|                         |                                | Tōkanga Fuifuilupe              |                    |  |  |       |  |  |          |  |  |           |  |